# Hijuelas

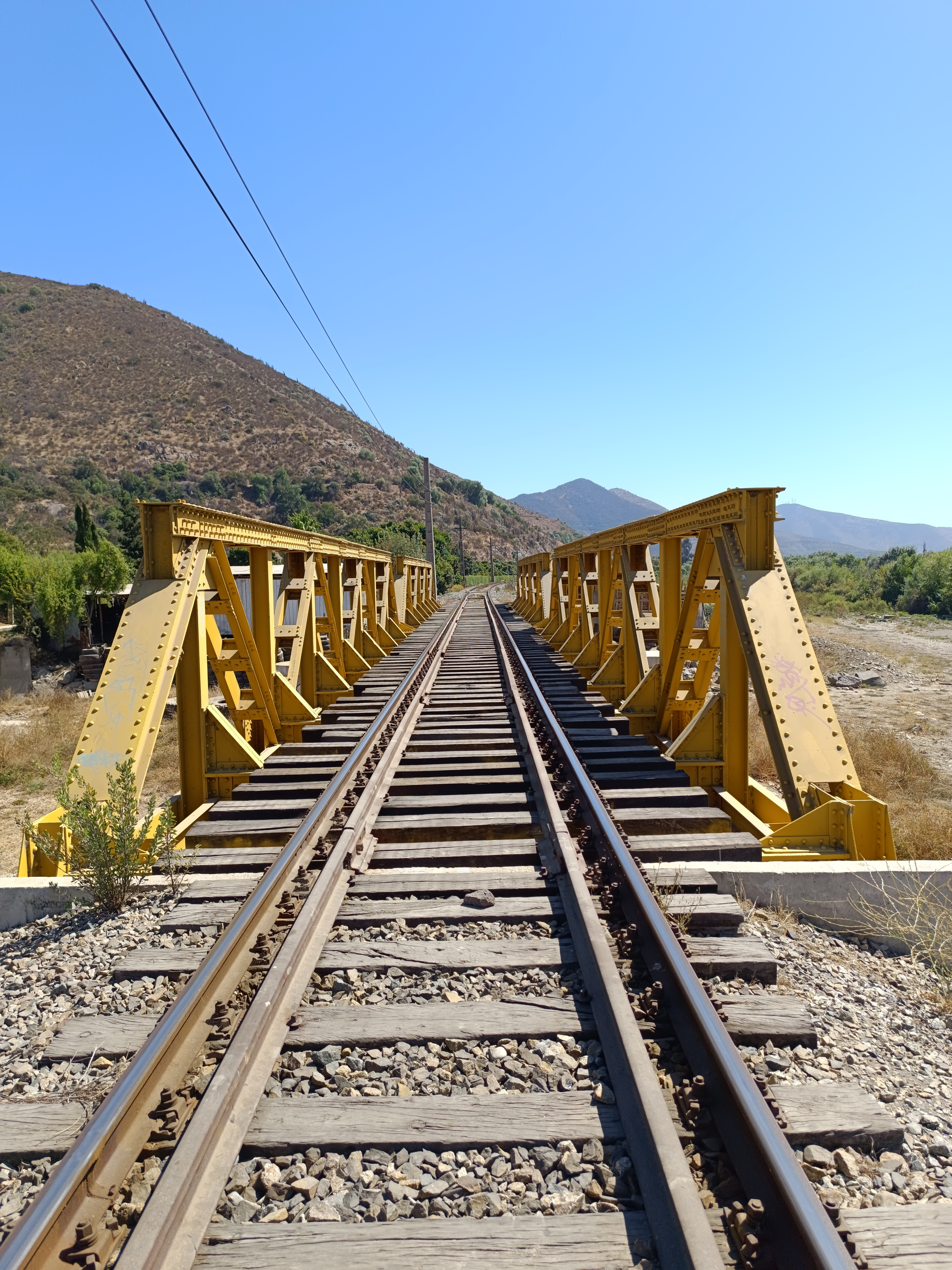
Puente Rabuco, en la línea del Ferrocarril de Valparaíso a Santiago, en la comuna de Hijuelas.

Hijuelas es una comuna de la provincia de Quillota, en la Región de Valparaíso, en la zona central de Chile. Es conocida como La Capital de las Flores, por ser la comuna con mayor porcentaje de producción de flores en el país; de hecho, prácticamente la mitad de ellas producidas en Chile tienen origen en Hijuelas. Desde el 25 de mayo de 2009 todo su territorio es proclamado por la Unesco como Reserva Mundial de la Biósfera.

## Historia
El valle conocido actualmente como Hijuelas, era antiguamente llamado Las Hijuelas de Torrejón, debido al apellido del que fue su dueño, Manuel de Torrejón, corregidor de Quillota en 1718, quien llegó a Chile a finales del siglo XVII, y que fue hijo de Alonso de Torrejón y Catalina de la Puente, naturales de Santorcaz. Don Manuel de Torrejón compró estas tierras al capitán y encomendero Alonso Campofrío, marido de Catalina de los Ríos y Lisperguer, la cruel Quintrala. Esta compra se realizó después del matrimonio de Torrejón con Ignacia de Heredia, y precisamente con la suculenta dote que ésta aportara.  Al repartir los territorios entre sus abundantes hijos, surge el nombre de Las Hijuelas.
El antiguo apellido de Manuel de Torrejón aún se conserva en la comuna, debido a un sector conocido como la Punta de Torrejón, mediante el cual se llega al hermoso valle de Romeral. La hacienda de Romeral perteneció a un valiente capitán y maestre de campo que fue jefe de Estado mayor hacia el 1700, Francisco de Aragón, al cual, después de llegar muy joven, como muchos, a ganar fama y fortuna en la conquista de Chile, en su vejez se le concedieron las tierras de Romeral.
Francisco Astaburoaga en 1899 en su Diccionario Geográfico de la República de Chile: 831  asocia el nombre de Hijuelas al de Punta Torrejón:

Torrejón (Punta de).-—Espolón de los cerros del lado norte del Aconcagua dentro del departamento de Quillota, que cae á la orilla derecha de ese río entre las estaciones de Ocoa y de la Calera situadas en la banda opuesta. Siguiendo de esta punta al noroeste se halla la población de Conchalí y varias parcelas de tierras cultivadas y productivas, que denominan hijuelas de Torrejón, del apellido de un propietario que las poseía en conjunto á principios del siglo pasado.

Francisco de Aragón tuvo dos hijos, Isabel y Bernardo de Aragón, quien como clérigo tuvo la oportunidad de bendecir el matrimonio de su hermana con Bernardo Ruiz de Echeverría, cediendo o vendiéndole su parte de la herencia a los dos novios, con lo cual quedaba Bernardo Ruiz como dueño de La Hacienda de Romeral.
Esta hacienda es gemela con la de Ocoa, que le hace frente por la otra orilla del río. Cuando los jesuitas se establecieron en las tierras de La Cruz y La Calera, creyeron conveniente agregar una estancia de vacas que los surtiera de productos lácteos. En 1744, los jesuitas construyeron la parroquia de San Nicolás (que aún es la parroquia de la comuna) y compraron los terrenos de Ocoa por cuatro mil pesos de la época. Establecieron una crianza de ganado, que en 1767 superaba las dos mil vacas y contaba con una cantidad similar de ovejas; también sembraron trigo para el consumo doméstico y construyeron un molino cerca de las casas que ocupaban, que se encontraban a los pies del cerro La Calavera. Los jesuitas trabajaban también el cáñamo con lo que fabricaban cordeles para maniobras marítimas. Sin duda, una de las obras más importantes de los jesuitas fue la construcción de la cuesta Pachacamac, labrada por ellos, que parte de la hacienda del mismo nombre, culebreando los cerros, viniendo a dar a Pocochay, ahorrándose, en aquel tiempo, dos o tres leguas en el camino a Quillota.
Ocho años después de la expulsión de los jesuitas, Diego Echeverría y Aragón, hijo de los antiguos dueños del Romeral, la compró en remate público el 28 de noviembre de 1775, pagando 40.771 pesos. De esta manera los Echeverría se hicieron dueños de las dos fértiles márgenes del río Aconcagua.
Hacia 1870 ambas haciendas estaban repartidas en ocho hijuelas, tres de las cuales pertenecían al Romeral y eran propiedad de la familia Morandé Echeverría. Las cinco restantes, de Ocoa, pertenecían a José Rafael Echeverría y José Manuel Guzmán, ambos antiguos senadores de la República.
Conchalí, cabecera de la comuna, obtuvo su título de Villa en el Gobierno de Federico Errázuriz Zañartu, por Decreto Supremo del 29 de julio de 1876. Es en esta fecha en la que se celebra el aniversario de la comuna.
El geógrafo Luis Risopatrón lo describe como una ‘aldea’ en su libro Diccionario Jeográfico de Chile en el año 1924:: 220 

Hijuelas (Aldea Las) 32° 49' 71° 10'. Es de corto caserío, está estendido a lo largo del camino de la márjen N del curso inferior del rio Aconcagua, tiene escuelas, i se encuentra a corta distancia hacia el SE del lugarejo de Conchalí.

## Medio ambiente

### Geomorfología y componentes abióticos

Trazado simplificado de los ecosistemas y cuerpos de agua presentes en la comuna de Hijuelas.

La comuna de Hijuelas se encuentra emplazada en las unidades geomorfológicas de Cordones transversales, Llanos de sedimentación fluvial o aluvional y Cordillera de la costa; y presenta según la clasificación climática de Köppen clima mediterráneo de lluvia invernal (Csb), clima mediterráneo de lluvia invernal de altura (Csb (h)) y clima semiárido de lluvia invernal (BSk (s)). Esta además se halla entre las cuencas hidrográficas de río Aconcagua y río Maipo. Además, la comuna posee diversos cuerpos de agua, entre los que se destacan el río Aconcagua.

### Componentes bióticos
Dentro del territorio de la comuna se pueden hallar los siguientes ecosistemas:
- Bosque caducifolio mediterráneo costero donde predominan Nothofagus macrocarpa y Ribes punctatum (Vulnerable)
- Bosque esclerófilo mediterráneo andino donde predominan Kageneckia angustifolia y Guindilia trinervis (Vulnerable)
- Bosque esclerófilo mediterráneo andino donde predominan Quillaja saponaria y Lithrea caustica (Vulnerable)
- Bosque esclerófilo mediterráneo costero donde predominan Cryptocarya alba y Peumus boldus (Vulnerable)
- Bosque esclerófilo mediterráneo costero donde predominan Lithrea caustica y Cryptocarya alba (Casi amenazado)
- Bosque espinoso mediterráneo interior donde predominan Acacia caven y Prosopis chilensis (Vulnerable)
- Matorral arborescente esclerófilo mediterráneo interior donde predominan Quillaja saponaria y Porlieria chilensis (Preocupación menor)
- Matorral bajo mediterráneo andino donde predominan Chuquiraga oppositifolia y Nardophyllum lanatum (Preocupación menor)
- Matorral bajo mediterráneo costero donde predominan Chuquiraga oppositifolia y Mulinum spinosum (Vulnerable)

### Medidas de protección ambiental y conflictos socioambientales

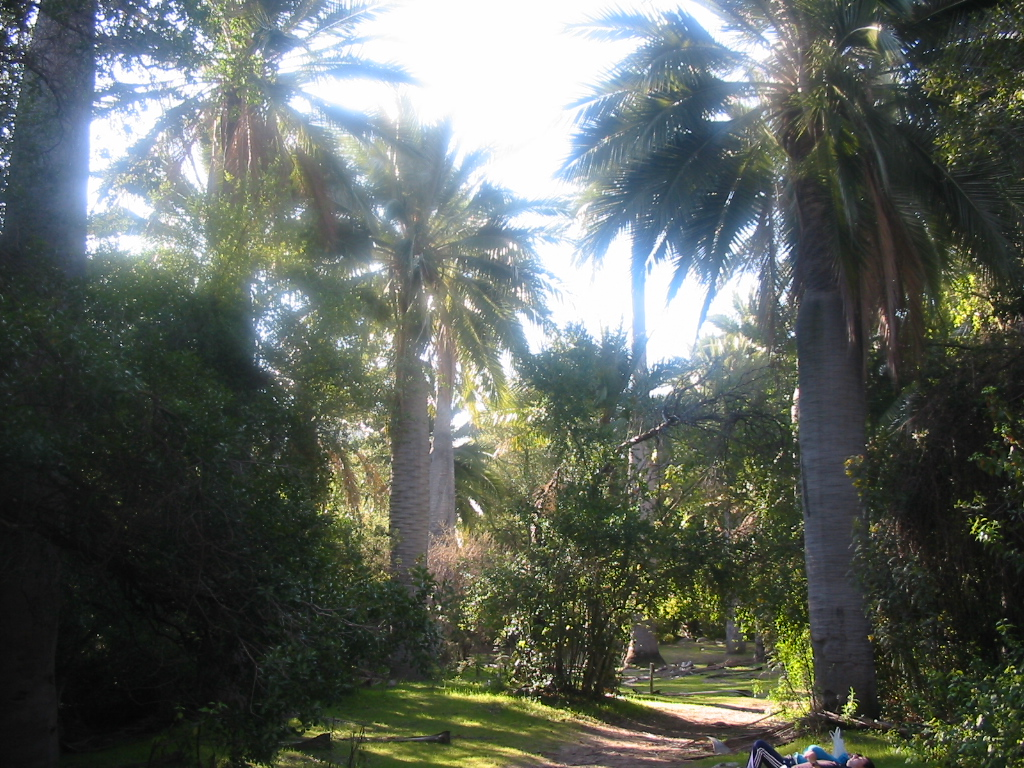
Parque La Campana

En su territorio y en el de la vecina comuna de Olmué, se encuentra el parque nacional La Campana, Reserva Mundial de la Biósfera desde 1985, famoso por contar con los últimos bosques de Palma Chilena y por el cerro La Campana, que le da su nombre, cuya cumbre fue alcanzada en 1834 por el célebre naturalista inglés Charles Darwin.
La Unesco declaró a todo el territorio de la comuna de Hijuelas como Reserva Mundial de la Biósfera, lo que constituye uno de los acontecimientos más importantes en la historia de la comuna, además significa un gran paso en la consolidación de la Capital de las Flores como un lugar sin Industrias contaminadas y que tiene el cuidado del medio ambiente como uno de sus principales objetivos.
El anuncio se oficializó en la vigésimo primera reunión del "Consejo Internacional de la Coordinación del Programa sobre el Hombre y la Biósfera" que se celebró la semana del 25 al 29 de mayo en la Isla de Jeju, Corea del Sur. El consejo decidió añadir 22 nuevos sitios a la Red Mundial de Reservas situadas en 106 países.

Hasta 2022, la comuna de Hijuelas cuenta con las siguientes zonas que poseen algún nivel de protección ambiental:
- Cordillera El Melón (Sitios Ley 19.300)[12]
- El Roble (Sitios Ley 19.300)[13]
- La Campana - Peñuelas (Reserva Biósfera)[14]
- Parque Nacional La Campana (parque nacional)
- Reserva Ecológica Oasis de la Campana (Iniciativa de Conservación Privada)[15]
- río Aconcagua (Sitios ERB)[16]
- Santuario de la Naturaleza el Roble (Iniciativa de Conservación Privada)[17]
- Santuario de la Naturaleza Sector del Cerro El Roble (Santuario de la Naturaleza)[18]
- Zona Media Superior Aconcagua (Sitios ERB)[19]

## Demografía
La comuna posee una superficie de 267 km². Según los datos recolectados en el censo del INE 2017, tiene una población de 17 988 habitantes, repartidos en 8951 mujeres (49,76 %) y 9037 hombres (50,24 %). De esta forma acoge al 0,99 % de la población de la región. Su densidad poblacional es, por tanto, de 67,37 hab./km².

### Localidades y poblaciones
La comuna posee diversas poblaciones, la mayoría de estas están en el centro de la comuna. Algunas poblaciones son:
- Villa Valle Aconcagua
- Villa Viveros
- Villa Las Palmas
- Los Aromos
- Navarino
- Villa Italia
- Los Naranjos
- La Concepción
- Cardenal Silva Henríquez
- Gabriela Mistral
- Los Canales 1
- Los Canales 2
- Hijuelas
- Villa Los Jardines
- San Nicolás
- Los Altos del Valle
- Sven Krarup
- Ignacio Carrera Pinto
- San Fernan
- Santa Inés
- Carlos Álvarez
- Condominio Social Sor Teresa
- Condominio Oasis de la Campana

Dentro de la comuna se encuentran diversos sectores, principalmente ubicados a los costados de la carretera F301-E y la carretera 5 norte-sur, de los cuales la mayoría son rurales.
En el noroeste
- El Olivo
- Caqui

En el norte
- Hijuelas Centro
- Cuatro Esquinas

En el sureste
- Barracita
- La Punta de Torrejón
- Purehue
- Ocoa
- Vista Hermosa
- La Champa de Ocoa
- Maitenes de Ocoa

En el sur
- Hualcapo
- Oasis de la Campana
- Las Palmas de Ocoa
- Villa Prat
- Rabuco

En el este
- Romeral
- La Sombra
- Los Pinos
- El Retiro
- La Hidráulica
- La Febre
- El Toco

En el oeste
- Petorquita
- Conchalí
- Tres Esquinas
- San Antonio

## Administración

### Municipalidad
La Ilustre Municipalidad de Hijuelas es dirigida por la alcaldesa Verónica Rossat, asumiendo el cargo el año 2024 hasta la fecha. 
El Concejo municipal del periodo 2024-2028 está integrado por:
- Sergio Sánchez (IND-RN)
- Cristian Ahumada (IND-RN)
- Gladys Verdugo Palma (PS)
- Aroldo Vargas(PS)
- Jenny Vicencio (Partido Republicano)
- Viviana Hernández (IND- PDG)

### Representación parlamentaria
A nivel parlamentario, la comuna pertenece al distrito electoral n.º 6 y a la VI circunscripción senatorial (Región de Valparaíso). Es representada en la Cámara de Diputados y Diputadas del Congreso Nacional por los diputados Diego Ibáñez (CS), Francisca Bello (CS), Nelson Venegas (PS), Carolina Marzán (PPD), Andrés Longton (RN), Camila Flores (RN), Chiara Barchiesi (PRCh) y Gaspar Rivas (PDG) en el periodo 2022-2026. A su vez es representada en el Senado de Chile por los senadores Francisco Chahuán (RN), Kenneth Pugh (RN), Ricardo Lagos Weber (PPD), Isabel Allende (PS) y Juan Ignacio Latorre (RD).

## Economía
En 2018, la cantidad de empresas registradas en la comuna de Hijuelas fue de 391. El Índice de Complejidad Económica (ECI) en el mismo año fue de -0,52, mientras que las actividades económicas con mayor índice de Ventaja Comparativa Revelada (RCA) fueron Cultivo Tradicional de Hortalizas Frescas (191,75), Cultivo de Porotos o Frijol (99,24) y Cultivo de Avena (69,59).
La principal actividad económica de Hijuelas es la agroindustria y la agricultura, especialmente el cultivo de flores, plantas y árboles como los paltos que se venden en gran parte de Chile y se exportan a muchos países del mundo. Hijuelas es el principal productor de flores de Chile, el  45% de las flores se produce en esta comuna y es principal productor de paltas de Chile, teniendo básicamente la variedad Hass.
Sus tierras de cultivo, al ser regadas por el Río Aconcagua, poseen un excelente microclima y son consideradas de primer nivel para la agricultura, cuyos productos son exportados.
Otra actividad importante es el cultivo de palta y cítricos. También en la comuna de Hijuelas existe una empresa líder mundial en la producción de bulbos ornamentales y de semillas, producciones que son exportadas a diferentes países del mundo, como Japón, Holanda y otros.
En la comuna de Hijuelas existen 3 packings certificados y aprobados para la exportación de frutas a los más variados destinos del mundo. Sus habitantes se dedican principalmente a labores agrícolas.

## Servicios públicos
Algunas de las instituciones y lugares más importantes de Hijuelas son: la plaza de Armas, la parroquia San Nicolás, la Ilustre Municipalidad, la biblioteca pública, los cuerpos de bomberos Sven Krarup y "Bomba de Ocoa" (ubicada en Rabuco), el retén de Carabineros de Chile, el gimnasio, la piscina municipal, el parque municipal Los Naranjos, el registro civil, el anfiteatro (ubicado en el parque Los Naranjos), el estadio municipal de Hijuelas, y el cementerio municipal El Purutun, ubicado en la comuna de La Calera, en el sector de Purutun.

### Salud
En Hijuelas se encuentra el CESFAM Hijuelas, ubicado a un costado de la calle Manuel Rodríguez a la altura del paradero 5, la Posta Rural Villa Prat ubicada en el sector de Villa Prat y la nueva Posta Rural de Romeral, ubicada en Romeral, en el sector de Los Pinos, a un costado de la calle Principal (F301-E) a 500 metros a la izquierda de la cancha de Los Pinos. 

### Educación
En los últimos años la educación de la comuna ha experimentado un cambio trascendental en infraestructura y logros pedagógicos. Se han construido salas de clases, patios de juegos, techado de las multicanchas deportivas. Se han integrado jardines municipales y salas cunas que atienden niños de 5 meses a 6 años, estos recintos están ubicados principalmente a los costados de las escuelas de la comuna. Los alumnos cuentan con talleres de simce para reforzar sus aprendizajes. Además del programa de estudios estipulado por el ministerio, los alumnos cuentan con talleres de Simce, banda instrumental en tres escuelas, balonmano, tenis de mesa, catequesis, danza, ajedrez, fútbol, voleibol, básquetbol, el programa "4 a 7", forjadores ambientales y un orfeón instrumental. 
En 2013 se implementó en la comuna los Juegos Matemáticos Comunales, en el cual aproximadamente 4 alumnos por escuela compiten, resolviendo problemas de matemáticas, a través de esto las escuelas ganan implementos matemáticos para el establecimiento.
La comuna cuenta con alrededor de 20 establecimientos educacionales (escuelas, colegios y liceos), la mayoría de ellos son escuelas básicas. Éstos son:
- Escuela Básica Mónica Hurtado Edwards (municipal)
- Colegio Parroquial San Nicolás (particular subvencionado)
- Liceo Luis Laborda (municipal)
- Centro Educacional de Aprendizaje Rayén (particular subvencionado)
- Escuela Especial Nuestra Señora del Encuentro (particular subvencionado)
- Escuela Básica Adriana Riquelme Nuñez (municipal)
- Escuela Básica La Sombra (municipal)
- Escuela Básica Ana Jesús Ibacache (municipal)
- Escuela Básica Benjamin Matte Larraín (municipal)
- Escuela Básica de Rabuco (municipal)
- Escuela Los Tilos de Hualcapo (municipal)
- Escuela básica Calixto Ovalle Urzua (municipal)

## Deportes
La comuna presenta varias canchas de fútbol, multicanchas, un Skatepark en el parque de los Naranjos y una pista de DownHill (en el cerro de la Cruz), lugares para hacer trekking (cerro del Roble, cerro de la Campana, cerro de la Cruz, etc.), y la piscina municipal, donde en días de primavera y verano se dan clases de natación a niños de la comuna. 
Además cuenta con el estadio municipal de Hijuelas ubicada a un costado de la calle Manuel Rodríguez a la altura del paradero 12 que actualmente tiene capacidad para 2000 personas. En este estadio juegan los clubes de fútbol amateur Argentina, Magallanes y Cambiaso, y fue ocupada por un tiempo como centro de entrenamiento y concentración del club de fútbol profesional Unión La Calera, y varios meses fue cancha oficial del Club Magallanes S.A., además también jugó por un tiempo el club de fútbol de la tercera división B Municipal Hijuelas el cual era dirigido por Francisco Bozán; este equipo fue descontinuado en 2011 cuando militaba en la tercera división B.

### Clubes de fútbol
En la comuna se presentan 16 clubes de fútbol, todos ellos de la ANFA, los clubes están dipersos en toda la comuna. Los clubes son:
- Unión Retiro
- Santa Sofía
- Magallanes
- Argentina
- San Ramón
- San Juan
- Los Pinos
- Tricolor
- Cambiaso
- La Estrella
- Jorge Guzmán Montt
- La Portada
- El Mirador
- Independiente
- San José
- Pachacama (este club es de La Calera, pero juega en Hijuelas)